# Greg Giraldo
Greg Giraldo (11. prosinca 1965. – 29. rujna 2010.) je bio američki stand-up komičar i televizijska ličnost.

## Vanjske poveznice
- Greg Giraldo u internetskoj bazi filmova IMDb-u (engl.)